# Phasenwinkel
Der Phasenwinkel oder die Phase gibt die aktuelle Position im Ablauf eines periodischen Vorgangs an. Für sinusförmige Verläufe ist die Phase die Größe, von der die Winkelfunktion unmittelbar abhängt (mathematisch als „Argument“ der Funktion bezeichnet). Sie hat daher die Dimension eines Winkels.

Mit konstanter Kreisfrequenz ω rotierender Zeiger der Länge û. Der Phasenwinkel φ(t) nimmt linear mit der Zeit zu. Die Projektion des Zeigers auf die x-Achse ist û cosφ.

Man kann sich den Verlauf einer harmonischen Schwingung durch einen Zeiger veranschaulichen, der sich mit konstanter Winkelgeschwindigkeit um den Koordinatenursprung dreht (siehe Abbildung). Wenn man diesen Zeiger auf eine der beiden Koordinatenachsen projiziert, führt der Endpunkt der Projektion dabei die harmonische Schwingung aus. Der Winkel, den der Zeiger mit der horizontalen Achse einschließt, ist der Phasenwinkel.

## Definitionen
Für die Kosinus-Funktion
{\displaystyle x(t)={\hat {x}}\,\cos(\omega t+\varphi _{0})}
werden in den Normen folgende Größen definiert:
- der Phasenwinkel {\displaystyle \varphi (t)=\omega t+\varphi _{0}} als das linear von der Zeit abhängige Argument dieser Funktion,
- die Kreisfrequenz {\displaystyle \omega =2\pi f=2\pi /T} als Konstante mit der Frequenz {\displaystyle f} oder der Periodendauer {\displaystyle T},
- der Nullphasenwinkel {\displaystyle \varphi _{0}\ } als Phasenwinkel zum Zeitpunkt {\displaystyle t=0}.

Daran gekoppelt ist bei zwei gleichfrequenten sinusförmigen Schwingungen
- der Phasenverschiebungswinkel {\displaystyle \Delta \varphi } als die Differenz der Phasenwinkel bzw. Nullphasenwinkel der beiden Schwingungen. Teilweise wird diese Größe auch als „Phasendifferenz“, „Phasenunterschied“ oder „Phasenverschiebung“ bezeichnet.
Anders als der Phasenwinkel ist der Phasenverschiebungswinkel zeitlich eine Konstante.

## Anwendungen
- Elektrotechnik:
  - Bei Wechselstromwiderständen sind Wechselspannung und Wechselstrom gegeneinander in den Phasen verschoben.
  - Bei Drehstrom sind die Spannungsschwingungen in den drei Leitungen um jeweils 120° verschoben.
- Interferenz: Bei einer Superposition zweier oder mehrerer Wellen muss der aktuelle Phasenwinkel aller beteiligten Wellen beachtet werden. Sind die Wellen in dem betrachteten Punkt gleichphasig, so interferieren sie konstruktiv. Zwei gegenphasige Wellen gleicher Amplitude löschen sich gegenseitig aus (destruktive Interferenz).
- Phasenmodulation: Gezielte Beeinflussung des Phasenwinkels zur Modulierung eines Trägers in der Nachrichtentechnik.